# Gestão & Saúde
A Gestão & Saúde (R. G&S) é o órgão oficial de divulgação científica do Núcleo de Estudos em Educação, Promoção da Saúde e Projetos Inclusivos – NESPROM do Centro de Estudos Avançados Multidisciplinares – CEAM da Universidade de Brasília.

## Missão
A missão da RG&S é agenciar a dispersão da informação científico nas áreas de gestão, educação e políticas de saúde através da divulgação de artigos selecionados através do processo de avaliação pelos pares (em inglês, peer review) que contribuam para a expansão destas áreas e para a fundamentação das atividades dos profissionais.

## Sistema de publicação
A Revista publica tanto de modo próprio como edições especiais, como a edição especial em 2014 para artigos premiados no SIMPEP 2014. Como destaca a revista  "O processo de avaliação utiliza o sistema Double blind peer review, preservando a identidade dos autores e consultores, com emprego de formulário da Revista Gestão & Saúde." O processo de avaliação pelos pares tem sido adotado pela maior parte das revista tando internacional como nacional.